# (5474) Gingasen
(5474) Gingasen (1988 XE1) – planetoida z pasa głównego asteroid okrążająca Słońce w ciągu 3,68 lat w średniej odległości 2,38 j.a. Odkryta 3 grudnia 1988 roku.

## Księżyc planetoidy
W październiku 2008 roku poinformowano o odkryciu w oparciu o analizę zmian w jasności tej asteroidy jej naturalnego towarzysza. Obecnie (kwiecień 2012) nie ma danych dotyczących jego rozmiarów, okresu obiegu i półosi wielkiej jego orbity. Wiadomo natomiast, że obraca się on wokół własnej osi w czasie 3,1095 godziny.